# Decoded Feedback
I Decoded Feedback sono un gruppo musicale canadese che incorpora stili musicali che vanno dall'electro-industrial all'aggrotech. Il duo attualmente pubblica la propria musica per l'etichetta discografica statunitense Metropolis Records, e per l'etichetta europea Out of Line.

## Storia del gruppo
I Decoded Feedback si formarono nel 1993 dall'unione tra l'italiano Marco Biagiotti e l'ungherese Yone Dudas (entrambi abitanti in Canada). I due acquisirono in fretta notorietà dopo la pubblicazione del demo omonimo e in seguito grazie alla pubblicità fatta loro dalla rivista belga di industrial music Sideline. Decoded Feedback furono subito scritturati dall'europea Hard Records, che pubblicò il loro primo CD Overdosing, e ottennero le attenzioni di un'altra prominente etichetta europea, la Zoth Ommog. Il secondo disco dei Decoded Feedback, Technophoby fu pubblicato nel 1997. Technophoby attrasse a sé l'attenzione dell'etichetta statunitense più importante per la industrial music Metropolis Records, la quale pubblicò versioni addomesticate di tutte le seguenti pubblicazioni dei Decoded Feedback. Nel 1998 con Bio-Vital i Decoded Feedback entrarono nella classifica tedesca Alternative Charts (DAC), e lo stesso anno vide anche la pubblicazione di un secondo album con pezzi e remix dal titolo Evolution.
Nel 2000, Biagiotti e Dudas firmarono per l'etichetta discografica Bloodline per pubblicare Mechanical Horizon, che fu preceduto dal primo singolo dei Decoded Feedback, Reflect in Silence. Tre anni dopo, Decoded Feedback sottoscrissero per quella che è la loro attuale etichetta discografica, Out of Line, e pubblicarono Shockwave, il quale di nuovo fu preceduto da un singolo, Phoenix. Nel 2005, il duo pubblicò il lavoro più recente, Combustion così come la colonna sonora del film di Cindy Murdoch, Red Men Rising, sugli zombie.

### Live
Decoded Feedback hanno suonato alcune volte in shows attraverso l'Europa. La band passò la maggior parte del 2001 touring con i Noisex e i Sonar e di nuovo nel 2003 con Haujobb. Essi hanno suonato anche al M'era Luna Festival, il festival Blacksun Festival che si tiene in USA, a Infest 2005, e all'Out of Line Festival, così come fecero tour con l'etichetta affiliata alla Metropolis Records God Module e Blutengel.

## Filosofia e stile
Biagiotti e Dudas originariamente sperimentarono con una fusion di punk rock ed electro, ma con il tempo svilupparono un suono più freddo orientato verso il genere industrial. Al tempo in cui uscì Evolution, essi avevano cercato di creare un misto di industrial ed electronic body music, con "interconnessi testi per la dance floor e melodie sinfoniche". decoded feedback - bio Questo suono culminò con Mechanical Horizon, ma si trasformò con Shockwave, un album che fu visto come una sorta di ritorno al vecchio stile. decoded feedback - bio La più recente pubblicazione del duo,Combustion, continua su questa tendenza.
Entrambi i membri hanno anche citato le tensioni che esistono tra le razze e i confini internazionali, così come il loro background, come una forza che spinge creativamente la loro musica - specialmente il tentativo di creare un loro proprio stile musicale unico. decoded feedback - bio La musica dei Decoded Feedback è popolare all'interno della scena musicale dark elettronica, specialmente tra i seguaci dell'elettro-industrial. Artisti simili includono quelli che pubblicano con la Metropolis Records, e cioè Haujobb, wumpscut:, Suicide Commando, e Front Line Assembly, così come quelli che pubblicano per la Zoth Ommog come X Marks the Pedwalk e Evil's Toy.

## Membri
- Marco Biagiotti - voce, testi, samples, sequences, arrangement, basso, e percussioni.
- Yone Dudas - Tastiere, sequences, arrangement, samples, basso, batteria, e testi. decoded feedback - bio

## Discografia

### Album
- Decoded Feedback, 1993, Tape
- Eletrokute, 1994, Tape
- Overdosing, 1995, Tape
- Overdosing, 1996, Hard Records / Cleopatra Records, CD
- Technophoby, 1997 / 1998, Zoth Ommog / Metropolis, CD
- Bio-Vital, 1998, Zoth Ommog / Metropolis, CD
- Evolution, 1999, Zoth Ommog / Metropolis, CD
- Mechanical Horizon, 2000, Bloodline, CD
- Overdosing, 2002, Dying Culture, CD re-release
- Shockwave, 2003, Out of Line / Metropolis, CD
- Combustión, 2005, Out of Line / Metropolis, CD

### Raccolte
- Bio-Mechanic, 2004, Out of Line, 2CD

### Singoli
- Reflect in Silence, 2000, Bloodline / Metropolis, CDS
- Phoenix, 2002, Out of Line, CDEP